# Municipio de Washington (condado de Lucas, Iowa)
El municipio de Washington (en inglés: Washington Township) es un municipio ubicado en el condado de Lucas en el estado estadounidense de Iowa. En el año 2010 tenía una población de 721 habitantes y una densidad poblacional de 7,66 personas por km².

## Geografía
El municipio de Washington se encuentra ubicado en las coordenadas 40°56′28″N 93°9′46″O / 40.94111, -93.16278. Según la Oficina del Censo de los Estados Unidos, el municipio tiene una superficie total de 94.15 km², de la cual 86,87 km² corresponden a tierra firme y (7,74 %) 7,29 km² es agua.

## Demografía
Según el censo de 2010, había 721 personas residiendo en el municipio de Washington. La densidad de población era de 7,66 hab./km². De los 721 habitantes, el municipio de Washington estaba compuesto por el 97,36 % blancos, el 0,28 % eran afroamericanos, el 1,66 % eran amerindios, el 0,28 % eran asiáticos, el 0,42 % eran de otras razas. Del total de la población el 1,53 % eran hispanos o latinos de cualquier raza.